# فتوت‌نامه مولانا ناصری
فُتُوَّت‌نامهٔ مولانا ناصری که در سال ۶۸۹ قمری (سال ۱۲۹۰ میلادی) به پایان رسیده، منظومه‌ای است فارسی در ۸۸۲ بیت که مولانا ناصری آن را برای جمعیت اخیان نوشته است. این فتوت‌نامه در قالب مثنوی و بحر رمل سروده شده است.
از فتوت‌نامه مولانا ناصری دو دست‌نوشته در دست است، هردو در کتابخانه‌های استانبول، یکی در کوپریلو و دیگری در ایاصوفیه.

## منبع
- تاشنر، اف. (.TAESCHNER، F): کتاب: Der Anatolische dichter Nâsirî (um. ۱۳۰۰) und sein futuvvetnâme. لایپزیگ ۱۹۴۴.